# Șîroke, Vasîlkivka
Șîroke (în ucraineană Широке) este un sat în comuna Pavlivka din raionul Vasîlkivka, regiunea Dnipropetrovsk, Ucraina.

## Demografie
Componența lingvistică a localității Șîroke
     Ucraineană (96,43%)
     Rusă (2,86%)
     Alte limbi (0,71%)
Conform recensământului din 2001, majoritatea populației localității Șîroke era vorbitoare de ucraineană (96,43%), existând în minoritate și vorbitori de rusă (2,86%).